# بالم سلطان
بالم سلطان (بالتركية : Balım Sultan) (ت. 922 هـ / 1516 م) هو الشيخ الثاني في الطريقة البِكْتاشيَّة، بعد الحاج بِكْتَاش وَلِيّ.
يعتبر مجدد الطريقة، وإليه نسب كثير من الأفكار الشيعية التي ظهرت في البِكْتاشيَّة.